# План XVII

«План XVII» против «плана Шлиффена».

План XVII — стратегический план военного командования Франции накануне Первой мировой войны.
В рамках плана французское командование планировало разместить войска вдоль своей восточной границы и начать наступление через территории Лотарингии и Эльзаса, занятые немцами. Эти же действия предусматривались так называемым «планом Шлиффена», разработанным в Германии в то же время.
Эта концепция была в окончательном виде разработана к 1911 году.
Позже главнокомандующий армией Франции Виктор Мишель предположил, что вторжение Германии во Францию будет осуществлено севернее, через нейтральную Бельгию. Мишель предложил внести в план XVII радикальные изменения. Мишель проложил путь наступающей армии Франции через бельгийскую территорию, несмотря на её нейтралитет. В случае принятия плана Мишеля основные группировки французской и немецкой армий столкнулись бы в лоб.
Однако, изменения в план, предложенные Мишелем, были отвергнуты. Мишель был отстранён со своей должности, а его место занял Жозеф Жак Жоффр, который принял план XVII в первоначальном виде со всеми его недочётами.